# Rubén Ballester
Rubén Ballester (Buenos Aires, 4 de noviembre de 1952) es un actor de cine, teatro y televisión, docente, productor y director teatral argentino.

## Carrera
Hijo de Carmen Russo y Sebastián "Poroto" Ballester (apellido de origen mallorquín), y hermano mayor de Carlos Ballester, hizo sus estudios primarios en el Hipolito Vieytes, y luego  estudió teatro desde muy joven con Rubén Szuchmacher, Augusto Fernández, Daniel Ruiz, Manuel Miró, Miguel de Caro, Jorge Hacker, Dominique de Fazio y Lito Cruz, entre otros. Es socio de la Asociación Argentina de Actores desde 1979, cuando Jorge Rivera López se desempeñó como director de esa entidad y Luis Brandoni como secretario general.
Se inició en la televisión en 1984 tras integrar el reparto del exitoso ciclo Las 24 horas. A partir de entonces tuvo destacados labores durante la década de 1990 y 2000 en ficciones, unitarios y teleteatros como  Quiero morir mañana, que se emitió por Canal 9 y estuvo protagonizada por Alicia Zanca, Jorge Mayorano y Mariana Karr; Su comedia favorita con Georgina Barbarrosa y Germán Krauss;  Mi nombre es Coraje con Andrés García y Salvador Pineda; Manuela protagonizado por Jorge Martínez y Grecia Colmenares; Teatro como en el teatro; El precio del poder; Alta comedia; ¡Grande, pa! con Arturo Puig y María Leal; Mi cuñado encabezado por Luis Brandoni y Ricardo Darín; Ricos y famosos con Diego Ramos y Natalia Oreiro; Verano del '98; Los médicos de hoy; Máximo corazón con Gabriel Corrado, Cecilia Dopazo y Valeria Bertuccelli; y Casados con hijos con Guillermo Francella y Florencia Peña; entre muchos otros proyectos.
En cine actuó en las películas A dos aguas (1987) dirigida por Carlos Olguin-Trelawny, con Miguel Ángel Solá, Bárbara Mujica y Cipe Lincovsky; Donde cae el sol (2002) con guion y dirección de Gustavo Fontán, protagonizado por Alfonso de Grazia; La muerte juega a los dados (2006) escrita y dirigida por Martín Riwnyj, y que protagonizó junto a Virginia Alvarez y Esteban Coletti; y Mala fortuna (2020), nuevamente con Martín Riwnyj, compartiendo pantalla con Douglas Vinci y Coni Marino.
En teatro, desde 1978, se desempeñó sobre las tablas no solamente como actor sino también como director y productor. Trabajó en obras como Jetattore, El enfermo imaginario, La gran magia, Comedia repugnante de una madre, El hombre del año, El inmortal, El límite, La ñata contra el libro, El médico a palos, Knock y Locas maravillas.
Con el tiempo estudió en la UADE y en la Facultad de Ciencias Económicas de la UBA de Especialista en Administración de Artes del Espectáculo, y Licenciatura en Administración de Empresas.[cita requerida]

## Vida personal
Está casado desde 1978 con la actriz Mónica Quevedo, quien luego fue asistente de Dirección en el Teatro Nacional Cervantes, y responsable de los asistentes de dirección. Juntos tuvieron un único hijo llamado Leandro.

## Filmografía
- 2016: La muerte juega a los dados como Alberto
- 2002: El hombre del impermeable (corto)
- 2002: Donde cae el sol como Marcelo
- 1998: La rosa azul
- 1991: Ya no hay hombres
- 1990: María galante
- 1987: El Rajah del mar
- 1987: A dos aguas

## Televisión
- 2007: El hombre que volvió de la muerte
- 2006: El refugio (de los sueños).
- 2005: Casados con hijos. Episodios: Fatiga, el semental  y Pepe decapitado como Amigo de Pepe / López Soto.
- 2004: Los de la esquina
- 2004: Los pensionados como Jerónimo
- 2004: Floricienta
- 2002: Máximo corazón como Dr. Dante Riolfi
- 2000: Calientes
- 2000: Los médicos de hoy como Ricardo
- 1999: Mamitas
- 1998: Señoras y señores
- 1998: Verano del '98
- 1997: Ricos y famosos
- 1997: Socios
- 1996: Mi familia es un dibujo
- 1996: Amor sagrado como Padre Gerónimo
- 1996: Hola papi
- 1995: Mujercitas
- 1993: Viernes de teatro
- 1993: Esos que dicen amarse
- 1993/1996: Mi cuñado como  Fernando Ferreira Nazar
- 1993: María Sol
- 1993: Grande Pá! como Mariano
- 1992/1996: Alta comedia
- 1992: El precio del poder como Raúl.
- 1992: Inolvidable como Ernesto Alonso
- 1992: Micaela como Anselmo
- 1992: Mi otro yo
- 1992: Teatro como en el teatro
- 1992: La banda del Golden  Rocket
- 1992: Las hermanas Rivarolas
- 1992: Regalo del cielo
- 1992: Tango
- 1991: Los Libonatti
- 1991: Manuela como Corrado Verezza Joven
- 1991: Ya no hay hombres
- 1991: El gordo y el flaco
- 1990: Detective de señoras
- 1990: Stress
- 1990: Clave de sol
- 1990: Estado civil
- 1988/1989: Mi nombre es Coraje como Lalo
- 1989: Su comedia favorita
- 1988: La fiesta
- 1987: Quiero morir mañana
- 1987: La cuñada
- 1984/1985: Las 24 horas

## Teatro
- El médico a palos
- Jettatore
- El burgués gentilhombre
- El enfermo imaginario
- Dos patrias tengo. Cuba y la noche [7]
- Divino pastor góngora
- La gran magia
- Titulares
- Que el sol de la escena queme tu pálido rostro
- El señor Casacuberta
- Historias para ser contadas
- Cándida
- Numancia
- Una carretilla de música
- JB
- El rey Candol
- Galileo Galilei
- Razones personales (L’AIDE MEMOIRE)
- Comedia repugnante de una madre
- Lily-Lily
- Knock
- Yo, Feuerbach
- El mejor del año
- Esta noche... el show de José Sbarra
- El hombre del año
- El inmortal
- El límite
- La ñata contra el libro
- Locas maravillas
- El rey Candol
- Experiencia
- El jardín de las maravillas
- Ja, je ji, jugando
- El tucan escoces
- Doña Tos de Carraspera
- El concierto de chupetin
- Tres personajes a la pesca de un autor
- Los invisibles